# (1103) Sequoia
(1103) Sequoia ist ein Asteroid des inneren Hauptgürtels, der am 9. November 1928 vom deutschen Astronomen Walter Baade an der Hamburger Sternwarte in Bergedorf bei einer Helligkeit von 12,7 mag entdeckt wurde.
Benannt ist der Asteroid von seinem Entdecker nach dem Sequoia-Nationalpark in den USA, in dem er seine Ferien verbrachte. Der Park ist nach den riesigen kalifornischen Nadelbäumen benannt, die eine Höhe von über 100 Metern erreichen.
Aufgrund seiner Bahneigenschaften gilt (1103) Sequoia als Mitglied der Hungaria-Gruppe und bewegt sich noch innerhalb des Hauptgürtels i. e. S. im Bereich einer stabilisierenden 9:2-Bahnresonanz mit Jupiter.

## Wissenschaftliche Auswertung
Eine Auswertung von Beobachtungen durch das Projekt NEOWISE im nahen Infrarot führte 2011 zu vorläufigen Werten für den Durchmesser und die Albedo im sichtbaren Bereich von 7,6 km bzw. 0,30. Ein Vergleich von Daten, die von 1978 bis 2011 an der Sternwarte Ondřejov in Tschechien und am Table Mountain Observatory in Kalifornien gesammelt wurden, mit den Daten von NEOWISE ergab 2012 Werte für den Durchmesser und die Albedo von 7,8 km bzw. 0,28. Nach neuen Messungen mit NEOWISE wurden die Werte 2014 korrigiert auf 6,7 km bzw. 0,38.
Als Asteroid der seltenen Tholen-Spektralklasse E besitzt er durch eine mineralische Oberfläche eine hohe Albedo. Spektroskopische Untersuchungen des Asteroiden mit der Infrared Telescope Facility (IRTF) auf Hawaiʻi am 16. August 2003 wiesen darauf hin, dass seine Oberfläche wie bei (44) Nysa aus Mischungen von einem hellen, Enstatit-ähnlichen Mineral und einem eisenarmen Orthopyroxen dominiert wird. Es wurde eine taxonomische Zuordnung zum Xc- bzw. Xe-Typ getroffen.
Aus photometrischen Beobachtungen am 14. und 15. November 1990 am Mount-Lemmon-Observatorium in Arizona konnte aus der gemessenen Lichtkurve des Asteroiden erstmals eine Rotationsperiode von 3,049 h bestimmt werden. Weitere Beobachtungen am 22. und 26. Oktober 1996 am Charkiw-Observatorium in der Ukraine und am Krim-Observatorium in Simejis wurden zur gleichen Periode ausgewertet. Eine erneute Messung vom 17. bis 24. Juli 2003 am Oakley Observatory des Rose-Hulman Institute of Technology in Indiana ergab einen Wert von 3,04 h.
Eine Auswertung von archivierten Lichtkurven des United States Naval Observatory in Arizona, der Catalina Sky Survey und der Siding Spring Survey ermöglichte 2011 erstmals die Berechnung eines dreidimensionalen Gestaltmodells des Asteroiden für eine Position der Rotationsachse mit retrograder Rotation und einer Periode von 3,03798 h.
Am Palmer Divide Observatory in Colorado erfolgten mehrfach Versuche, aus der Lichtkurve die Rotationsperiode zu bestimmen. Aus Messungen am 12. und 13. August 2011 konnte ein Wert von 3,044 h abgeleitet werden. Eine weitere Beobachtung vom 8. bis 10. August 2014 führte zu einer Periode von 3,037 h mit Hinweisen auf eine retrograde Rotation. Am Center for Solar System Studies-Palmer Divide Station (CS3-PDS) konnte dann vom 6. bis 10. November 2014 eine Rotationsperiode von 3,038 h abgeleitet werden, dabei waren schwache Anzeichen einer sekundären Periodizität erkennbar, allerdings nicht hinreichend, um daraus mit Sicherheit auf ein binäres System zu schließen.
Die Auswertung von 13 vorliegenden Lichtkurven und weiteren Daten der Lowell Photometric Database führte in einer Untersuchung von 2016 erneut zur Erstellung eines dreidimensionalen Gestaltmodells mit einer eindeutigen Rotationsachse mit retrograder Rotation und einer Periode von 3,03798 h. Eine neue Messung der Lichtkurve des Asteroiden erfolgte vom 24. Juli bis 30. August 2019 am Research Observatory der Texas A&M University–Commerce, hier wurde eine Periode von 3,1125 h abgeleitet.
Aus archivierten Daten des Asteroid Terrestrial-impact Last Alert System (ATLAS) aus dem Zeitraum 2015 bis 2018 konnte in einer Untersuchung von 2022 mit der Methode der konvexen Inversion eine Rotationsperiode von 3,03797 h bestimmt werden. Unter Verwendung aller bis zum Dezember 2021 verfügbaren astrometrischen Daten aus Archiven und dem Gaia DR2-Katalog konnten für 42 Asteroiden, darunter auch (1103) Sequoia, die nicht-gravitativen A2-Parameter bestimmt werden, die die Stärke des Jarkowski-Effekts quantifizieren.